# Вальсекки, Роке
Роке Финимондо Вальсекки (исп. Roque Finimondo Valsecchi; 8 февраля 1922, Ланус — 4 июля 1972), в некоторых источниках Роке Филомено Вальсеки (исп. Roque Filomeno Valsechi) — аргентинский футболист, нападающий.

## Карьера
Роке Вальсекки начал свою карьеру в молодёжном составе клуба «Темперлей». В 1936 году он вместе со своим двоюродным братом Раулем перешёл в молодёжку «Боки Хуниорс». 8 августа 1940 года Вальсекки дебютировал в составе команды в матче с «Атлантой» (4:1), в котором забил уже на 4 минуте встречи. Этот матч стал единственным для форварда в чемпионате этого сезона, в котором «Бока Хуниорс» одержала победу. 15 июня 1941 года Вальсекки забил три гола во встрече с «Ланусом» (4:2). Роке играл за «Боку» до 1942 года, после чего перешёл в «Платенсе». 20 юня футболист дебютировал за клуб в матче с «Ньюэллс Олд Бойз» (3:0). 17 июня он забил первый мяч, поразив ворота «Атланты» (4:0). Всего за клуб Вальсекки провёл 14 матчей и забил 6 голов. Последней из этих игр стала встреча с «Ланусом» 28 ноября. После этого Роке возвратился в «Боку Хуниорс», сыграв два матча в чемпионате, в каждом из которых забил по голу. Это первенство клуб выиграл. А последней встречей для Вальсекки за «Боку» стала игра 29 июня 1944 года против «Платенсе» на Кубок Карлоса Ибаргурена, в котом клуб также одержал победу. Всего за команду нападающий сыграл в 36 матчах и забил 14 голов.
В середине 1944 года Роке уехал в Бразилию, присоединившись к «Ботафого». 22 июля он дебютировал в составе команды в матче с «Флуминенсе» (0:1). 30 июля Вальсекки забил первые два мяча за клуб, поразив ворота «Мадурейры» (2:1). 10 сентября того же года он забил гол в матче с «Фламенго» (5:2), в котором игроки команды соперника, посчитав пятый мяч, забитый в их ворота якобы с нарушением правил, на 76 минуте встречи покинули поле и демонстративно сели на трибуны. По окончании сезона Вальсекки опять оказался в Аргентине, подписав контракт с «Чакаритой Хуниорс». 22 апреля футболист провёл первым матч за команду против «Атланты» (2:1), а 6 мая забил дебютный гол, поразив ворота «Эстудиантеса» (1:1). Всего за «Чакариту» футболист сыграл в 9 встречах и забив 3 гола. В 1946 году Роке возвратился в клуб своего детства — «Темперлей», за который провёл 4 матча. Последнюю встречу за клуб нападающий сыграл 10 августа того же года с «Акасуссо». После этого он вновь уехал в «Ботафого». 18 сентября 1946 года Вальсекки сделал хет-трик в матче со «Спортом» из Жуис-ди-Форы (6:2). 29 января 1947 года футболист забил последний мяч за клуб, поразив ворота «Атлетико Минейро» (2:3). Всего за «Ботафого» Вальсекки забил 16 голов. 
В начале 1947 года Вальсекки присоединился к «Америке Минейро». 4 мая он забил первый мяч за клуб, поразив ворота «Металузины» (4:3). В январе 1948 года нападающий проходил просмотр в клубе «Атлетико Минейро», однако там он сыграл лишь 10 товарищеских игр и забил 3 гола. Роке возвратился в «Америку» и помог команде выиграть чемпионат штата Минас-Жерайс, первый титул для команды за 23 года. За клуб аргентинец выступал до 1949 года, забив 16 голов. В феврале того же года он возвратился в Буэнос-Айрес. По другим данным Вальсекки играл за «Америку» до 1951 года. В 1950 году Роке подписал контракт с «Палмейрасом». Однако футболист провёл лишь две товарищеских игры за клуб. В 1951 году президент перуанского клуба «Марискаль Сукре» Карлос Карденас принял решение реорганизовать команду, пригласив в неё девять аргентинских игроков, включая Вальсекки. В таком составе они провели лишь один неофициальный турнир.
Завершив игровую карьеру, Вальсекки работал тренером. В частности тренировал уругвайский «Расинг».

## Участие в матче со смертельным исходом
14 мая 1939 года молодёжная команда «Боки» играла матч против сверстников из «Лануса» (1:1). Эта встреча предваряла собой игру основных составов команд. На 75 минуте матча Вальсекки сфолил на Паскуале Мьоцци. В ответ на это, игрок «Лануса» напал на Роке, после чего между командами началась драка. Затем между собой начали драться и зрители матча, а некоторых из них выбежали на поле и атаковали игроков. Дошло до использование огнестрельного оружия. В результате стрельцы на месте погиб 41-летний мигрант из Испании Луис Лопес, а в больнице скончался девятилетний Оскар Мунитоли. Также ранение в ногу получил 19-летний Альфредо Спрега. Руководство полиции Авельянеды обвинило в стрельбе погибшего Лопеса. Президент «Боки Хуниорс» Эдуардо Санчес Терреро наоборот заявил, что выстрелы по дерущимся болельщикам совершил один из сотрудников полиции. И этот офицер и застрелил Лопеса. Врач Хосе Пфегер даже дал показания, что один из полицейских, Луис Эстрелья, бывший на матче, сказал ему: «Да, да, это я стрелял». По результатам судебного следствия первым стрелявшим признали неизвестного, который после своего правонарушения скрылся в толпе. Человеком, убившим двух зрителей, признали охранника матча Фелипе Морено, а Эстрелья назначался виновным в выстрелах в раненного Альфредо Спрегу. Любопытно, что после наведения порядка на трибунах, игра основных составов началась всего лишь спустя получаса ожидания.

## Клубная статистика
| Сезон | Клуб                     | Лига         | Чемпионат | Чемпионат |
| Сезон | Клуб                     | Лига         | Игры      | Голы      |
| ----- | ------------------------ | ------------ | --------- | --------- |
| 1940  | Бока Хуниорс             | Примера      | 1         | 1         |
| 1941  | Бока Хуниорс             | Примера      | 14        | 7         |
| 1942  | Бока Хуниорс             | Примера      | 18        | 4         |
| 1943  | Платенсе (Висенте-Лопес) | Примера      | 14        | 6         |
| 1944  | Бока Хуниорс             | Примера      | 2         | 2         |
| 1944  | Ботафого                 | Лига Кариока |           | 8         |
| 1945  | Чакарита Хуниорс         | Примера      | 9         | 3         |
| 1946  | Темперлей                | Примера B    | 4         | 0         |
| 1946  | Ботафого                 | Лига Кариока |           | 3         |
| 1947  | Америка Минейро          | Лига Минейро |           | 3         |
| 1948  | Америка Минейро          | Лига Минейро |           | 5         |
| 1949  | Америка Минейро          | Лига Минейро |           | 0         |

## Достижения
- Чемпион Аргентины: 1940, 1944
- Обладатель Кубка Карлоса Ибаргурена: 1944
- Чемпион штата Минас-Жерайс: 1948